# Children of the Sea
«Children of the Sea» («Дети моря») — песня британской хэви-металической группы Black Sabbath, вышедшая в 1980 году на первом альбоме без участия Оззи Осборна Heaven and Hell. Выходила в концертном исполнении как сторона Б на сингле «Neon Knights».
Текст песни написан новым певцом группы — Ронни Джеймсом Дио, музыка — гитаристом Тони Айомми. Данные о происхождении песни отличаются. Так, по словам Дио, песня была написана во время его приезда в 1980 году в Лос-Анджелес, во время джем-сейшна у Айомми дома. Айомми сыграл рифф и, как утверждает Дио, он за несколько минут написал текст. В то же время Айомми в автобиографии написал: «„Children of the Sea“ была написана, когда Оззи ещё был с нами. У меня сохранилась версия, где он поёт в ней, но с другим текстом и вокальной мелодией, полностью отличной от той, что мы сделали с Ронни.»
По словам Айомми, когда они с Дио делали новый вариант песни, его желание было, чтобы она звучала «как будто рабы с галеона захватывают большой корабль. В моей голове звучало что-то похожее на пения монахов, поэтому мы спросили парня из студии: „Где мы можем нанять монахов?“». В результате был найден один монах и использовано наложение.
Первоначально песня была записана с партией Джеффа Николса на бас-гитаре, так как Батлер не принимал участия в деятельности группы из-за личных проблем. Однако, по словам Айомми «Он собрался с силами и вернулся, а Джефф остался с нами играть на клавишных»
В 1999 году группа Jag Panzer записала кавер песни на трибьют-альбоме Holy Dio, посвящённый творчеству певца.

## Участники записи
- Ронни Джеймс Дио — вокал
- Тони Айомми — ведущая гитара
- Гизер Батлер — бас-гитара
- Билл Уорд — ударные